# 斗山
株式会社斗山（とさん・ドゥサン・トゥサン、Doosan）は、韓国の重工業を中心とした企業グループである。日本語での読み方で正式名称は「とさん」である。

## 歴史
1896年に漢城の商業地区（現在の鍾路4街）で、繊維貿易商だった朴承稷（パク・スンジク）が朝鮮でも最初期の近代的商店を開いたことが始まりであり、韓国の財閥（チェボル）の中でも古い歴史を持つ。朴承稷商店は、当初は日本人や朝鮮商人との共同事業による繊維品の輸出入や販売が主だったが、1915年には「朴家粉」というブランドの化粧品製造を開始し、更に江原道で『鏡月』のブランド名にて韓国焼酎の醸造に進出。日本統治時代は壽屋の朝鮮法人に委託販売が行われていた縁のため、日本での鏡月の販売元は壽屋の後身のサントリーが行っている。朴承稷商店は株式会社化し、1933年にはキリンビールが朝鮮に設立した昭和麦酒に資本参加した。戦後は昭和麦酒の経営を引き継ぎ1952年にオリエンタル・ブルワリー（OBビール）を設立。朴承稷商店は「斗山商会」と改名し、OBビールを中心とする財閥「OBグループ」を形成し、1960年代には建築、機械、食品と手を広げ巨大化した。
1978年にOBグループから斗山グループに改名し、アジア通貨危機の後は2001年に韓国重工業（現斗山重工業）を、2003年に高麗産業開発（現斗山建設）を、2005年に大宇総合機械（現斗山インフラコア）を買収するなど、重工業や建築業の拡充を進めた。一方でかつての中核事業だった焼酎やビール醸造の部門を売却するなどリストラクチャリングを行なう。OBビールは1998年9月にベルギーのビール会社インターブリュー（のちインベブを経て現ABI）に売却された。鏡月や清酒清河（청하）を含む酒類事業は2009年1月に韓国ロッテに売却された。それ以降、鏡月の日本での販売元はサントリーのままだが、輸入業者は斗山ジャパンからロッテ酒類ジャパン（ロッテ七星飲料の日本法人）に切り替わっている。

## 斗山グループの構成会社

### 斗山重工業
特に、発電所設備や淡水化プラント事業、ボイラー事業などが有名である。加圧水型原子炉の製造技術を保持する。2022年、商号を「斗山エナビリティ」 (Doosan Enerbility) に変更した。

### 斗山インフラコア
特に建設機械、重機械、特殊輸送機、工作機械、製造装置、産業車両、エンジン等を製造する企業である。2007年には中期目標を発表し、2020年には世界1位のキャタピラー、世界2位コマツに次ぐ世界3位の建設機械メーカーになると発表した。韓国国内ではHD現代重工業の建設機械がライバルである。
日本国内でのリリースは、2011年から子会社である株式会社ボブキャット（Bobcat）（米ボブキャット・カンパニー）のチャンネルを通じ販売・アフターサポートを行なっている。
2020年の斗山グループ経営危機の際には、売却の検討対象となった。
2021年8月、現代グループに売却、同年9月に社名を「現代斗山インフラコア」に変更。その後2023年3月に「HD現代インフラコア」にあらためて社名を変更した

### 斗山建設&エンジニアリング
建設ゼネコン会社である。プラント設備建設、工場建設、処理工場建設、ビル建設、橋梁建設、空港建設、高速道路建設、港湾建設など様々な建設を請け負う。ウィーブ（We've）というマンションのブランドを2001年に設立した。斗山ウィーブ（マンション）のほか、斗山ウィーブセンチウム（オフィステル）、斗山ウィーブ・ザ・ゼニス（超高層高級マンション（海雲台斗山We've the Zenith））などのブランドを展開している。

### 斗山バブコック
発電設備、プラント設備などのサービス、技術、製品などを提供している会社である。設備の運営に必要なエンジニアリングサービスなど提供する。売上高のうち大多数をエンジニアリングサービス事業から上げている。

### 斗山エンジン
発電所に使う大型エンジンや船舶用の大型エンジンなどを製造している。

### その他
- 斗山シュコダパワー (Doosan Skoda Power) - 2009年に買収。タービン基幹技術を保有する[8]。
- 斗山产业车辆
- Doosan Fuel Cell
- 斗山化工机械
- 斗山机器人
- 斗山创新
- Doosan Logistics Solutions
- オリコム (Oricom) - 広告会社
- Hancomm - 広告会社
- 斗山キューベクス (Doosan Cuvex)
- 斗山ベアーズ (Doosan Bears) - 野球チーム
- 斗山タワー (Doosan Tower)
- 斗山ジャパン - 日本法人
- 株式会社ボブキャット - 日本で斗山製の建設機械を販売